# Polizeiinspektion (Apolda)

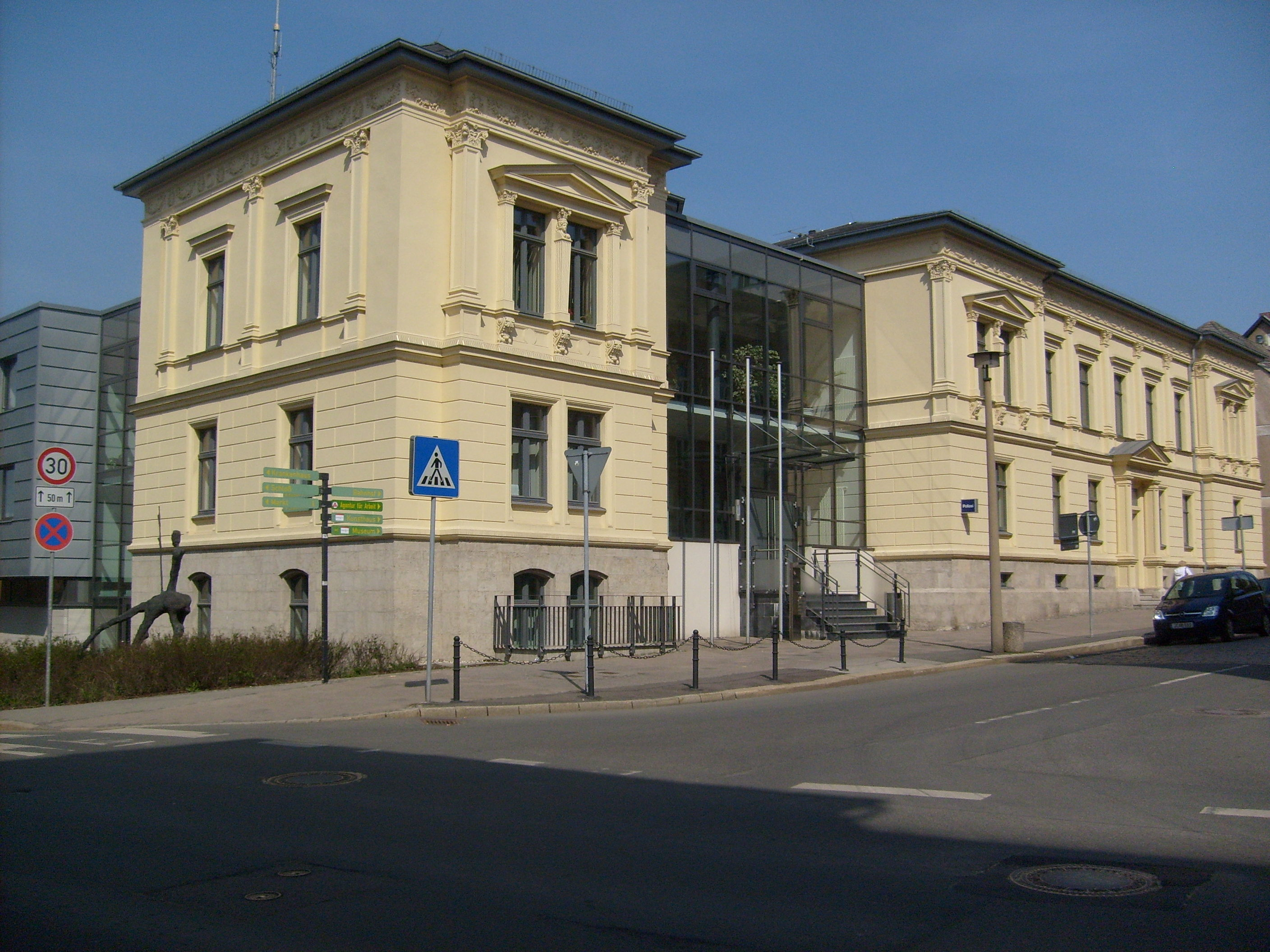
Polizeiinspektion Apolda

Die Polizeiinspektion Bahnhofstraße 23 ist ein denkmalgeschützter Komplex in Apolda. Das Gebäude entstand nach dem Entwurf von Carl Heinrich Ferdinand Streichhan 1865–1868 als Großherzogliche Bezirksdirektion in Apolda.

## Geschichte
Im Zusammenhang mit der Neuordnung der Staatsbehörden im Jahr 1850 waren die Verwaltungsaufgaben großenteils den fünf neu etablierten Verwaltungsbezirken unter dem Vorsitz eines jeweiligen Bezirksdirektors übertragen worden. Sitz des II. Verwaltungsbezirks, zu dem die Amtsgerichtsbezirke Allstedt, Buttstädt, Jena und Apolda gehörten, war zunächst Weimar, da keine der genannten Städte über die für einen Behördensitz erforderliche Infrastruktur verfügte. Das bedeutende Wirtschaftswachstum des prosperierenden Apolda veranlasste den Bürgermeister 1857 dazu sich an das Sachsen-Weimar-Eisenachische Staatsministerium mit dem Antrag der Verlegung des Sitzes der Bezirksinspektion nach Apolda. Als Argumente verwies man auf die zentrale Lage im Großherzogtum, den Eisenbahnanschluss und schließlich auf die rasante Bevölkerungsentwicklung. Zunächst wurde der Antrag wegen des gravierenden Mangels an geeignetem Wohnraum in Apolda abgelehnt, jedoch ein zweiter Versuch, den die Stadtverwaltung in der Sache 1862 unternahm, wahr erfolgreicher. Sie untersetzte es mit lukrativen Angeboten. Für den Neubau des Gebäudes für die Bezirksinspektion wurde ein Zuschuss von der Stadtkasse in Höhe von 5000 Talern zugesagt. Das wirkte überzeugend auch noch vor dem Hintergrund, dass dank privater Baumaßnahmen in Kürze ein angemessener Bestand von Mietwohnungen entstehen würde. Im Jahr 1863 entschied das Ministerium im Sinne des Antragstellers mit der Verlegung der Bezirksinspektion. Ein Neubau erwies sich als alternativlos, da ein zweckentsprechendes Gebäude nicht zu erhalten war. Der Oberbaudirektor Streichhan erhielt umgehend die Aufforderung einen Entwurf verbunden mit einem Kostenanschlag zu erarbeiten, wobei außer den Büroräumen auch eine repräsentative Wohnung für den Bezirksdirektor und dessen Dienerschaft zu berücksichtigen waren. Für Streichhan bedeutete es eine bedeutende Zusatzbelastung, da er mit neuen Bauten wie dem Neuen Museum Weimar bzw. mit der Anlage neuer Chausseebaumaßnahmen beschäftigt war. Er gab den Auftrag an den für Apolda und Jena zuständigen Bauinspektor Carl Spittel weiter. Allerdings unterblieb dessen Zuarbeit, sodass nach einem Jahr schließlich die Arbeit doch wieder bei Streichhan blieb. Sein erster Entwurf wurde wegen zu hoher Kosten abgelehnt, erst der zweite wurde angenommen. Insgesamt betrug der Kostenanschlag 22.000 Taler. Am 1. April 1868 bezog die Bezirksinspektion den Neubau.
Streichhan nutzte hierbei bewährte klassizistische Gestaltungsmuster. Über rechteckigem Grundriss erhebt sich ein zweigeschossiger Bau, der durch knapp vor die Flucht des Mitteltrakts tretende Seitenrisalite gegliedert und von einem mäßig geneigten Walmdach überdeckt wird. Die drei Öffnungen mit Ädikulä treten deutlich vor die Wandfläche. Die Umfassungswände des Erdgeschosses bestehen aus Ziegelstein, die des Obergeschosses als Fachwerkkonstruktion mit Backstein-Vorlage. Entwurfszeichnungen Streichhans von diesem Bau sind überliefert. Zu bemerken ist, dass der Bau 1890 erweitert wurde. Auch von der Erweiterung ist der Entwurf erhalten.
Die klassizistischen Altbauten wurden saniert und durch moderne gläserne Zwischen- und Anbauten ergänzt, die zu diesen baulich im Kontrast stehen. Heute wird das Gebäude von der Polizeiinspektion Apolda genutzt.